# The Angry Video Game Nerd
The Angry Video Game Nerd (скорочено AVGN) — головний герой однойменного вебшоу, у якому він розповідає про відеоігри для старих ігрових консолей, таких як NES, Mega Drive та комп'ютера Commodore 64. Зазвичай його огляди присвячені критиці низькоякісних ігор з елементами чорного гумору. Автор ідеї, сценарист, режисер, продюсер та виконавець головної ролі — Джеймс Рольф (нар. 10 липня 1980 року). Прем'єра шоу відбулася 16 травня 2004 року на сайті Cinemassacre.com, а у 2006 році у Джеймса з'явився офіційний канал на YouTube. Пізніше права були придбані студією ScrewAttack Entertainment, яка згодом продала права вебсайту GameTrailers, на якому шоу транслюється й досі. Початкова назва проекту — The Angry Nintendo Nerd, була змінена після того, як Джеймс почав робити огляди ігор для інших консолей, а також через скарги з боку компанії Nintendo. Ранні огляди являли собою записи ігрового процесу з додаванням закадрового голосу Рольфа, але згодом він почав з'являтися у кадрі, щоб глядачі могли бачити його емоції щодо ігор, на які він робить огляди. За час свого існування The Angry Video Game Nerd завоював культовий статус і є одним з найпопулярніших вебшоу усіх часів. 21 липня 2014 року у Голлівуді відбулася прем'єра однойменного повнометражного фільму.

## Сюжет
Основою усіх серій є огляд низькоякісних відеоігор, ігрових консолей, аксесуарів до них, і інших речей, зв'язаними з відеоіграми попередніх років. В основному ці ігри на 8- та 16-бітних ігрових консолях, рідше на сучасніших. Огляди ведуться з точку зору дорослої людини, яка в дитинстві грала ці ігри. Герой шоу, «Злий Відеоігровий Фанатик» («Angry Videogame Nerd»), починає огляд в спокійному стані, розповідаючи загальну інформацію про предмет огляду і свої раніші почуття до нього. В процесі огляду, вдаючись до деталей, Фанатик починає злитися на недоліки предмету огляду, доходячи до крайнього степеня злості до кінця огляду. Іноді він намагається заспокоїтися, вживаючи пиво, або не може втримати свої емоції щодо предмету огляду і виміщає на ньому свої емоції, наприклад, знищуючи копію предмету огляду різними способами. Все це супроводжується частими грубими словами.
Ранні серії являли собою записи ігрового процесу з закадровим голосом. У наступних серіях Фанатик став з'являтися в кадрі, більш наглядно демонструючи свої емоції. Також в шоу почали з'являтися персонажі, зв'язані з предметом огляду, наприклад, герої відеоігор. Ролі допоміжних персонажів зазвичай грають Майк Матей і Кевін Фінн. В інших випадках їх грає сам Джеймс, дублюючи своє зображення. Також в багатьох серіях використовуються прості фізичні і комп'ютерні ефекти, такі як левітація предметів на нитці або вибухи та постріли, накладені на комп'ютері.

## Список епізодів

### Сезон 1 (Angry Video Game Nerd 2006)
| Номер серії | Назва серії                    | Короткий опис |
| ----------- | ------------------------------ | --- |
| № 1         | Castlevania II: Simon's Quest  | Найперший випуск. В ньому ще не було показано лице Джеймса і практично немає звичних матюків. В ньому АВГН критикує гру за непотрібні діалоги, незручне керування та нелогічну умову завершення одного з рівнів. |
| № 2         | Dr. Jekyll and Mr. Hyde        | Випуск про найнеулюбленішу гру Джеймса. В ньому він демонструє своє лице. В випуску майже не показаний геймплей гри, в основному Джеймс говорить наскільки вона погана.                                          |
| № 3         | Karate Kid                     | Випуск в якому «відчувається» стиль АВГН-а. Присутні фірмові матюки. Гра не сподобалась Джеймсу через незручне керування і важкість.                                                                             |
| № 4         | Roger Rabbit                   | Джеймс оглядає гру про кроля Роджера. |
| № 5         | Teenage Mutant Ninja Turtles   | Випуск про першу гру із серії Черепашок-Ніндзя. Джеймс підмічає, що інші ігри серії йому сподобались, але ця ні. Саме цей епізод розпочав традицію титульних картинок з Джеймсом.                                |
| № 6         | Back to the Future             | Випуск про гру «Назад у майбутнє». Джеймс використав багато кадрів з фільму. |
| № 7         | McKids                         | Випуск про рекламну гру кампанії McDonalds. Саме з цього випуску почалась традиція тематичної титульної пісні.                                                                                                   |
| № 8         | Wally Bear and the NO! Gang    | Випуск про гру спрямовану проти наркотиків. |
| № 9         | Master Chu and the Drunkard Hu | В випуску з'явився новий персонаж — Shit Pickle (Мариноване лайно). |
| № 10        | Top Gun                        | Випуск про знамениту гру Top Gun. Джеймс жаліється про неможливість посадити літак на авіаносець. |
| № 11        | Double Dragon 3                | Випуск про третю частину гри Double Dragon. Основна критика спрямована на важкість гри. |
| № 12        | Friday the 13th                | Випуск створений спеціально до Геловіну. Вперше використана ідея з появою знаменитих персонажів, тут з'явився Джейсон із серії фільмів «П'ятниця 13-е».                                                          |
| № 13        | Nightmare on Elm Street        | Випуск про Фредді Крюгера. |
| № 14        | The Power Glove                | Випуск про дорогий і незручний контролер для NES «Power Glove». |
| № 15        | Chronologically Confused       | Випуск, де Джеймс критикує назви фільмів і їхню непослідовність. |
| № 16        | Rocky                          | Випуск присвячений Роккі. |
| № 17        | Bible Games                    | Випуск про Біблійні ігри, створений напередодні Різдва. |

### Сезон 2 (Angry Video Game Nerd 2007)
| Номер серії | Назва серії                            | Короткий опис                                                        |
| ----------- | -------------------------------------- | -------------------------------------------------------------------- |
| № 18        | Teenage Mutant Ninja Turtles 3: Part 1 | Огляд фільмів по мотивам Черепашок-ніндзя.                           |
| № 19        | Teenage Mutant Ninja Turtles 3: Part 2 | Продовження огляду фільмів за мотивами Черепашок-ніндзя.             |
| № 20        | Atari 5200                             | Огляд даної приставки.                                               |
| № 21        | Ghostbusters                           | Відео про ігри за мотивами «Мисливці за привидами» на NES.           |
| № 22        | Ghostbusters: Follow-Up                | Продовження серії оглядів про «Мисливців за привидами».              |
| № 23        | Ghostbusters: Conclusion               | Продовження серії оглядів про «Мисливців за привидами».              |
| № 24        | Spider-Man                             | Огляд ігор про людину-павука. У випуску з'явився і сам людина-павук. |
| № 25        | Sega CD                                | Огляд доповнення для приставок Sega.                                 |
| № 26        | Sega 32X                               | Огляд ще одного доповнення для приставки Sega.                       |
| № 27        | Silver Surfer                          | Огляд надважкої гри про Срібного Серфера.                            |
| № 28        | Die Hard                               | Огляд ігор за мотивами «Міцного горішка».                            |
| № 29        | Independence Day                       | Огляд гри за мотивами фільму «День незалежності».                    |
| № 30        | The Simpsons                           | Огляд відеоігор за мотивами мультсеріалу «Сімпсони».                 |
| № 31        | Bugs Bunny's Birthday Blowout          | Огляд гри з Багзом Банні, в якому Джеймс його побив.                 |
| № 32        | Atari Porn                             | Огляд ігор для Atari 2600, які мають порнографічний зміст.           |
| № 33        | Nintendo Power                         | Огляд журналу «Nintendo Power».                                      |
| № 34        | Fester's Quest                         | Огляд гри по мотиву «Сімейки Аддамсів».                              |
| № 35        | Texas Chainsaw Massacre                | Огляд гри по мотивам «Техаської різні бензопилою».                   |
| № 36        | Halloween                              | Випуск присвячений Майклу Маєрсу і серії фільмів «Геловін».          |
| № 37        | Dragon's Lair                          | Огляд однієї з найважчої ігор на NES.                                |
| № 38        | An Angry Nerd Christmas Carol: Part 1  | Різдвяний випуск.                                                    |
| № 39        | An Angry Nerd Christmas Carol: Part 2  | Друга частина різдвяного випуску.                                    |

### Сезон 3 (Angry Video Game Nerd 2008)
| Номер серії | Назва серії                                              | Короткий опис                                                                |
| ----------- | -------------------------------------------------------- | ---------------------------------------------------------------------------- |
| № 40        | Chronologically Confused 2: The Legend of Zelda Timeline | Розбір хронології серії ігор Legend of Zelda.                                |
| № 41        | Rambo                                                    | Огляд на серію ігор за фільмами про Рембо.                                   |
| № 42        | Virtual Boy                                              | Огляд цієї приставки.                                                        |
| № 43        | The Wizard of Oz                                         | Огляд цієї гри.                                                              |
| № 44        | Double Vision: Part 1                                    | Огляд приставки Intellivision та ігор для неї.                               |
| № 45        | Double Vision: Part 2                                    | Огляд приставки ColecoVision та ігор для неї.                                |
| № 46        | The Wizard and Super Mario Bros. 3                       | Огляд фільму Чарівник та гри Super Mario Bros. 3.                            |
| № 47        | NES Accessories                                          | Огляд аксесуарів для NES.                                                    |
| № 48        | Indiana Jones Trilogy                                    | Огляд на ігор з трилогії про Індіану Джонса.                                 |
| № 49        | Star Trek                                                | Огляд ігор по серіалу Star Trek.                                             |
| № 50        | Superman                                                 | Огляд гри Superman.                                                          |
| № 51        | Superman 64                                              | Огляд гри Superman 64.                                                       |
| № 52        | Batman Part I                                            | Огляд відеоігор по Бетмена.                                                  |
| № 53        | Batman Part II                                           | Огляд відеоігор по Бетмена.                                                  |
| № 54        | Deadly Towers                                            | Огляд гри Deadly Towers.                                                     |
| № 55        | Battletoads                                              | Огляд гри Battletoads                                                        |
| № 56        | Dick Tracy                                               | Огляд гри за фільмом «Дік Трейсі».                                           |
| № 57        | Dracula                                                  | Огляд ігор про Дракулу.                                                      |
| № 58        | Frankenstein                                             | Огляд ігор з Франкенштейном.                                                 |
| № 59        | CD-i Part I                                              | Огляд гри Hotel Mario.                                                       |
| № 60        | CD-i Part II                                             | Огляд гри Zelda: The Wand of Gamelon.                                        |
| № 61        | CD-i Part III                                            | Огляд ігор Link: The Faces of Evil та Zelda's Adventure.                     |
| № 62        | Bible Games II                                           | Різдвяний випуск шоу AVGN. Продовження різдвяного огляду на ігри за Біблією. |

### Сезон 4 (Angry Video Game Nerd 2009)
| Номер серії | Назва серії                  | Короткий опис                                                                                        |
| ----------- | ---------------------------- | --- |
| № 63        | Michael Jackson's Moonwalker | Огляд гри Michael Jackson's Moonwalker (Genesis).                                                    |
| № 64        | Milon's Secret Castle        | Огляд гри Milon's Secret Castle (NES).                                                               |
| № 65        | Atari Jaguar Part 1          | Огляд приставки Atari Jaguar.                                                                        |
| № 66        | Atari Jaguar Part 2          | Огляд цієї приставки та ігор для неї                                                                 |
| № 67        | Metal Gear                   | Огляд гри Metal Gear (NES).                                                                          |
| № 68        | Odyssey                      | Огляд приставки Magnavox Odyssey.                                                                    |
| № 69        | X-Men                        | Огляд ігор серії X-Men.                                                                              |
| № 70        | The Terminator               | Огляд ігор за мотивами фільму «Термінатор».                                                          |
| № 71        | Terminator 2: Judgment Day   | Огляд ігор за мотивами фільму «Термінатор 2».                                                        |
| № 72        | Transformers                 | Огляд ігор Transformers: The Battle to Save the Earth (C64), Transformers: Convoy no Nazo (Famicom). |
| № 73        | Mario Is Missing             | Огляд ігор Mario Is Missing (NES, SNES), Mario's Time Machine (NES, SNES).                           |
| № 74        | Plumbers Don't Wear Ties     | Огляд гри Plumbers Don't Wear Ties (3DO).                                                            |
| № 75        | Bugs Bunny's Crazy Castle    | Огляд серії відеоігор Crazy Castle (NES, Game boy, Game boy color)                                   |
| № 76        | Super Pitfall!               | Огляд Super Pitfall! (NES).                                                                          |
| № 77        | Godzilla                     | Огляд серії ігор Godzilla.                                                                           |
| № 78        | Wayne's World                | Огляд ігор Wayne's World (NES, SNES)                                                                 |
| № 79        | Castlevania Part I           | Огляд гри Castlevania (NES).                                                                         |
| № 80        | Castlevania Part II          | Огляд Castlevania II: Simon's Quest (NES), Castlevania III: Dracula's Curse (NES)                    |
| № 81        | Castlevania Part III         | Огляд Super Castlevania IV (SNES), Castlevania: Dracula X (SNES), Castlevania (N64).                 |
| № 82        | Castlevania Part IV          | Огляд Castlevania: Bloodlines (Genesis), Castlevania: Symphony of the Night (PS)                     |
| № 83        | Little Red Hood              | Огляд гри Little Red Hood (NES).                                                                     |
| № 84        | Winter Games                 | Огляд гри Winter Games (NES).                                                                        |

### Сезон 5 (Angry Video Game Nerd 2010)
| Номер серії | Назва серії                          | Короткий опис |
| ----------- | ------------------------------------ | --- |
| № 85        | Street Fighter 2010                  | Огляд ігор Street Fighter 2010 (NES), Fighting Street (TurboGrafx-CD), Street Fighter: The Movie (Sega Saturn) |
| № 86        | Hydlide                              | Огляд гри Hydlide (NES). |
| № 87        | Ninja Gaiden                         | Огляд Ninja Gaiden (NES). |
| № 88        | Swordquest                           | Розповідь про серію ігор Swordquest і конкурс, влаштований компанією Atari. |
| № 89        | Pong Consoles                        | Огляд консолей Pong. |
| № 90        | Action 52                            | Огляд гри Action 52 (NES). |
| № 91        | Cheetahmen                           | Огляд ігор серії Cheetahmen. |
| № 92        | Game Glitches                        | Огляд глюків з ігор Mega Man 2 (NES), Mega Man 5 (NES), Cheetahmen II (NES), Double Dragon (NES), Super Mario Bros. (NES), Super Mario Bros. 2 (NES), Super Mario Bros. 3 (NES), Super Mario World (SNES), Mountain King (2600), The Legend of Zelda: Twilight Princess (Wii) і Rocky (PS2). |
| № 93        | Zelda II                             | Огляд гри Zelda II: The Adventure of Link (NES). |
| № 94        | Nintendo Days Re-Revisited           | Переогляди ігор Top Gun (NES), Who Framed Roger Rabbit (NES), Teenage Mutant Ninja Turtles (NES), Back to the Future (NES), Back to the Future Part II & III (NES), Back to the Future Part III (Genesis), & Super Back to the Future II (SFC).                                              |
| № 95        | Dr. Jekyll and Mr. Hyde Re-Revisited | Переогляд гри Dr. Jekyll and Mr. Hyde Re-Revisited (NES). |
| № 96        | Lester the Unlikely                  | Огляд гри Lester the Unlikely (SNES). |
| № 97        | How The Nerd Stole Christmas         | Пародія на «Як Грінч вкрав Різдво». |

### Сезон 6 (Angry Video Game Nerd 2011)
| Номер серії | Назва серії                                    | Короткий опис |
| ----------- | ---------------------------------------------- | --- |
| № 98        | Day Dreamin 'Davey                             | Огляд гри Day Dreamin 'Davey (NES). |
| № 99        | Star wars games                                | Огляд ігор з серії Зоряні війни: Star Wars: The Arcade Game (Atari 2600), Star Wars: The Empire Strikes Back (Atari 2600), Return of the Jedi: Death Star Battle (Atari 2600), Star Wars: Jedi Arena (Atari 2600), Star Wars (Famicom), Star Wars (NES), Star Wars: The Empire Strikes Back (NES), Super Star Wars (SNES), Super Star Wars: The Empire Strikes Back (SNES), Super Star Wars: Return of the Jedi (SNES), Shadows of the Empire (Nintendo 64). |
| № 100       | R.O.B. the Robot                               | Огляд аксесуара R.O.B. до NES та ігор Gyromite та Stack-Up (NES). |
| № 101       | Spielberg Games                                | Огляд ігор, присвячених фільмам Стівена Спілберга: Jaws, The Hook, Jurassic Park |
| № 102       | The Making of an Angry Video Game Nerd Episode | Джеймс Рольф розповідає про те, як створюється типовий епізод AVGN, використавши Barbie як приклад. Це найдовший епізод на сьогоднішній день, обійшовши Action 52 за тривалістю на понад 8 хвилин. |
| № 103       | Kid Kool                                       | Огляд Kid Kool |
| № 104       | Nintendo World Championships 1990              | Огляд картриджа Nintendo World Championships 1990, що нині став колекційною рідкістю. У цьому епізоді з'являється запрошений гість Пет Котрі, відомий як «NES Punk». |
| № 105       | Dark Castle                                    | Випуск з геловінського циклу, огляд гри Dark Castle (Genesis, CD-i) |
| № 106       | Bible Games 3                                  | Різдвяний випуск шоу AVGN. Продовження різдвяного випуску огляду на ігри за Біблією. Перший випуск в HD |

### Фільм
| Назва                            | Короткий опис |
| -------------------------------- | --- |
| Angry Video Game Nerd: The Movie | Примітка: Джеймс Рольф підтвердив, що фільм «буде про гру ET (Atari 2600)» і що «в фільмі буде огляд гри», але він не підтвердив, що розглянута гра буде ET. |

### Окремі відео
| Назва серії                                                         | Короткий опис |
| ------------------------------------------------------------------- | --- |
| Toilet Tuesday                                                      | Це пародія на відомий інтернет мем Nintendo 64 Kid. |
| The Anger Begins                                                    | Домашнє відео 1988 року, де юний Д.Рольф грає в Super Mario Bros. |
| Wii Salute (History of Video Game Wars)                             | Випуск, де Angry Video Game Nerd розповідає про протистояння ігрових консолей (в основному між Nintendo і Sega). AVGN наприкінці відео говорить, що він буде вболівати за Nintendo Wii.                                                     |
| Top 10 Angry Video Game Nerd Moments of 2006                        | Десять найкращих моментів з епізодів за 2006 на Screwattack.com |
| DuckTales (Video Game Vault, a ScrewAttack featurette)              | Огляд DuckTales |
| A Very Nerdy Non-Canonical Captain S Christmas                      | Різдвяний випуск спільно з Captain S. |
| Top Ten Nerd Moments 2007                                           | Десять найкращих моментів з епізодів за 2007 на Screwattack.com. |
| AVGN responds to the Nostalgia Critic!                              | AVGN відповідає Nostalgia Critic. |
| AVGN: E3 recap 2008                                                 | AVGN відвідав E3 і ділиться своїми враженнями. |
| AVGN: PROMO — Deadly Towers: Special Episode                        | AVGN просить своїх фанатів написати текст для майбутнього огляду |
| Ricky 1 Review                                                      | AVGN приймає виклик Критика і робить огляд фільму «Ricky 1». |
| The Angry Video Game Nerd VS The Nostalgia Critic: The Final Battle | Фінальна битва між AVGN і Критиком |
| James Rolfe — Meet the Nerd!                                        | Джеймс Рольф дає інтерв'ю GameZombie.tv |
| Frankenstein Outtake                                                | Невдалі дублі |
| Top 10 AVGN Moments of 2008                                         | Десять найкращих моментів з епізодів за 2008 р. на Screwattack.com |
| Mike and I playing Odyssey                                          | Джеймс Рольф і Майк Матей грають в Magnavox Odyssey. |
| One Year Anniversary Brawl                                          | Битва між Критиком і Нердом за участю інших персонажів з TGWTG.com |
| Critic and Nerd Joint Review                                        | AVGN і Критик роблять огляд на Teenage Mutant Ninja Turtles: The Making of the Coming Out of Their Shells Tour |
| Ghostbusters Xbox 360 Review                                        | Огляд Джеймса Рольфа на Ghostbusters (Xbox 360) |
| Crazy Castle Outtake                                                | Невдалі дублі |
| The History of Super Mecha Death Christ                             | Історія Super Mecha Death Christ |
| Top 10 AVGN Moments of 2009                                         | Десять найкращих моментів з епізодів за 2009 р. на Screwattack.com. |
| Top 20 AVGN Rants                                                   | 20 найкращих моментів |
| E3 2010: Nintendo Booth Tour                                        | AVGN відвідав E3 і ділиться своїми враженнями |
| E3 2010: Day 2                                                      | AVGN відвідав E3 і ділиться своїми враженнями |
| E3 2010: Day 3                                                      | AVGN відвідав E3 і ділиться своїми враженнями |
| Holiday Memories                                                    | Nerd згадує Різдвяні події останніх чотирьох років. |
| TMNT Tournament Fighters Challenge SNES                             | Джеймс і Майк укладають парі в грі TMNT Tournament Fighters. Частина серії Turtle Tuesdays |
| Ninja Baseball Bat Man                                              | Огляд Ninja Baseball Bat Man |
| Family Game Funness                                                 | Джеймс і Пет Котрі (Pat the NES Punk) грають в сімейні ігри на NES, такі як Pictionary, Bible Buffet, Family Feud, і MTV's Remote Control. Вони також спробували зіграти в Battleship, але виявляють, що вона розрахована на одного гравця. |
| Contra Memories                                                     | В цьому випуску Рольф розповідає, як вперше пройшов гру Contra. |
| Sonic Memories                                                      | В цьому випуску Джеймс ділиться своїми враженнями від перших відеоігор про Соніка. |

## Творці

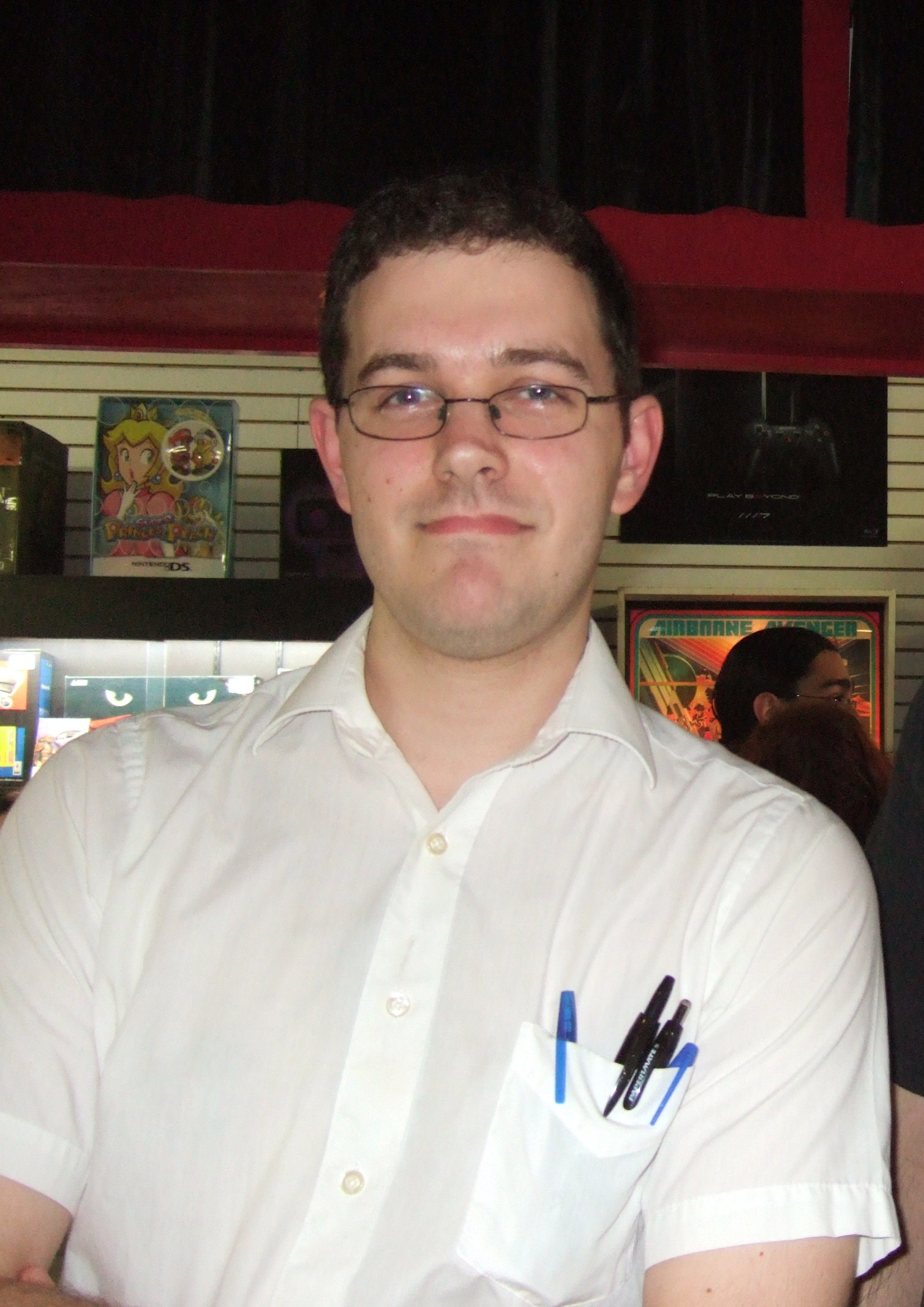
Джеймс Д. Рольф в ролі Angry Video Game Nerd

### Джеймс Д. Рольф
Автор ідеї і виконавець головної ролі шоу. Джеймс з дитинства захоплюється зйомками аматорських короткометражних фільмів. Він створив невелику компанію Cinemassacre, в якій він реалізує свої проекти. AVGN був одним з проектів Джеймса і став найуспішнішим з них. Крім AVGN, Джеймс також працює над іншими мінішоу, такими як You Know What's Bullshit? (Вираз емоцій з приводу нелогічних явищ з повсякденного життя) і Board James (огляди настільних ігор). З 2008 року він працює над оглядами кінофільмів для Spike TV. У ролі AVGN Джеймс з'являється на публічних заходах, пов'язаних з відеоіграми.

### Майк Матей
Співавтор шоу. Автор зображень-заставок, що з'являються на початку кожної серії шоу, виконавець ролей різних персонажів, що з'являються в шоу.

### Кайл Джастін
Автор музичної теми, співавтор і виконавець заголовної пісні. Також склав і виконав деякі інші пісні, що звучали в шоу. Виконав роль «хлопця з гітарою» в кількох серіях шоу.

### Кевін Фінн
Співавтор шоу. Виконав ролі ніндзя і Глючного Гремліна в двох епізодах.

## Angry Video Game Nerd: The Movie
23 вересня 2010, Дж. Рольф випустив відео на своєму сайті де він розповів про свій план зняти The Angry Video Game Nerd Movie і те що він буде випущений найближчим часом. Давній друг Рольфа, Кевін Фінн, допомагав йому закінчити сценарій, і він як каже, буде в дусі фільму Wayne's World, в тому сенсі що це буде фільм про людину, яка розглядає ігри, а не повнометражний огляд гри. У своєму огляді на ігри за фільмами Стівена Спілберга, він анонсував що у фільмі він буде розглядати одну з «найгірших відеоігор за всю історію» ET (Atari 2600). 20 червня на сайті вийшло відео в якому Джеймс підтвердив, що ET буде розглянуто у фільмі.
Джеймс Рольф ухвалив рішення про самостійне фінансування фільму, використовуючи пожертви від своїх прихильників. Рольф спочатку планував призупинити виробництво серії AVGN, щоб дозволити дати йому час для виробництва фільму, але зрештою вирішив відновити виробництво серій. 1 червня Дж. Рольф випустив ще одне відео на своєму сайті, в якому він розповів про свої плани, також запрошував на кастинг. Відкритий кастинг був проведений у Філадельфії, Далласі, штат Техас, інший кастинг організував Channel Awesome відбувся в Чикаго, прослуховуванням займався Дуглас Вокер (Nostalgia Critic).

## Творчість шанувальників
Популярність шоу в інтернеті привела до створення його прихильниками безлічі творів за мотивами. Вони включають кілька комп'ютерних ігор, безліч ілюстрацій, а також велика кількість кавер-версій заголовної музичної теми, виконаної в самих різних музичних стилях. Частина творчості шанувальників використовується в деяких серіях шоу.
Крім того, Рольф є основоположником жанру, в якому нині працює безліч інших подібних оглядачів, деякі з них досягли певної популярності і популярності, це насамперед: Nostalgia Critic, SpoonyOne, Ebeeto, UrinatingTree, Stanburdman, Yahtzee.
Також на стилі оглядів Angry Video Game Nerd, що представляє із себе суміш коментованого Футажі і знятих за участю реальних акторів мініатюр, намагається паразитувати безліч інших оглядачів. Самим яскравим прикладом є Irate Gamer, який встиг отримати негативну славу у всесвітній мережі не тільки за аналогічну систему оглядів, а й за використання тих же жартів, що і Джеймс Рольф, а також необґрунтованість і недостовірність додаються в оглядах фактів.
Геймдизайнер Ерік Рут створив гру Angry Video Game Nerd's Angry Video Game, зроблену під 8-и бітну графіку, аналогічну консолі NES і присвячену оглядачеві. При цьому ігровий процес коментується самим Джеймсом Рольфом.

## Цікаві факти
- Персонаж Angry Video Game Nerd за сюжетом також є головним противником іншого знаменитого оглядача,  Nostalgia Critic. При цьому сам Nerd не раз згадувався і ображався в оглядах NC, а NC — в оглядах Nerdа, крім того, обидва персонажа з'являлися в оглядах один одного. У реальному ж житті Джеймс Рольф (грає в ролі Angry Video Game Nerd) і Даг Вокер (роль Nostalgia Critic) є друзями, а всі сцени ненависті були просто відіграні.
- Після огляду подкастер Nostalgia Critic на фільм «Чарівник» багато хто помилково вважають, що Джеймс Рольф грав роль розумово відсталого хлопчика Джиммі в даному фільмі. Насправді роль Джиммі виконував Люк Едвардс.
- При перегляді тизеру поки не випущеного ремейку фільму «План 9 з відкритого космосу» в одній з ролей можна помітити Джеймса Рольфа. Пізніше спершу офіційний сайт ремейка, а потім і сайт Рольфа Cinemassacre.com підтвердили, що Джеймс дійсно виконуватиме одну з ролей.